# ژولیت رکامیه
ژن فرانسوا ژولی آدلید رکامیه (به فرانسوی: Jeanne Françoise Julie Adélaïde Récamier) معروف به ژولی رکامیه (مادام رکامیه)، (۱۷۷۷–۱۸۴۹) زن ادیب از طبقهٔ ممتاز فرانسه که هم از نظر ذوق ادبی و هم زیبایی شهرت داشت. وی چون با حکومت ناپلئون مخالف بود از سال ۱۸۱۹ منزل شخصی خود را در پاریس به سالن و محفل ادبی تبدیل کرد که تحت تجمع روشنفکران و ادبای عصر شد. شاتوبریان یکی از گردانندگان این محفل ادبی بود.

مادام رکامیه در ۷۱ سالگی در پاریس به علت بیماری وبا درگذشت و در گورستان مون‌مارتر به خاک سپرده شد.

## آثار فرهنگی
دو فیلم صامت مادام رکامیه محصول ۱۹۲۰ آلمان و مادام رکامیهٔ محصول ۱۹۲۸ فرانسه به موضوع ژولی رکامیه اختصاص دارد.

گونه ای از کاناپه که برای تکیه دادن می‌پسندید، بعد از او به نام رکامیه نامگذاری شد.

کتاب و مقالات متعددی تاکنون در رابطه با او به چاپ رسیده‌است. از جمله کتاب «یادگارها و مکاتبات مادام رکامیه» در سال ۱۸۵۹ و «مادام رکامیه، دوستان جوانی و مکاتبات صمیمی او» در سال ۱۸۷۲ هر دو توسط Amélie Lenormant نگاشته شده‌است.

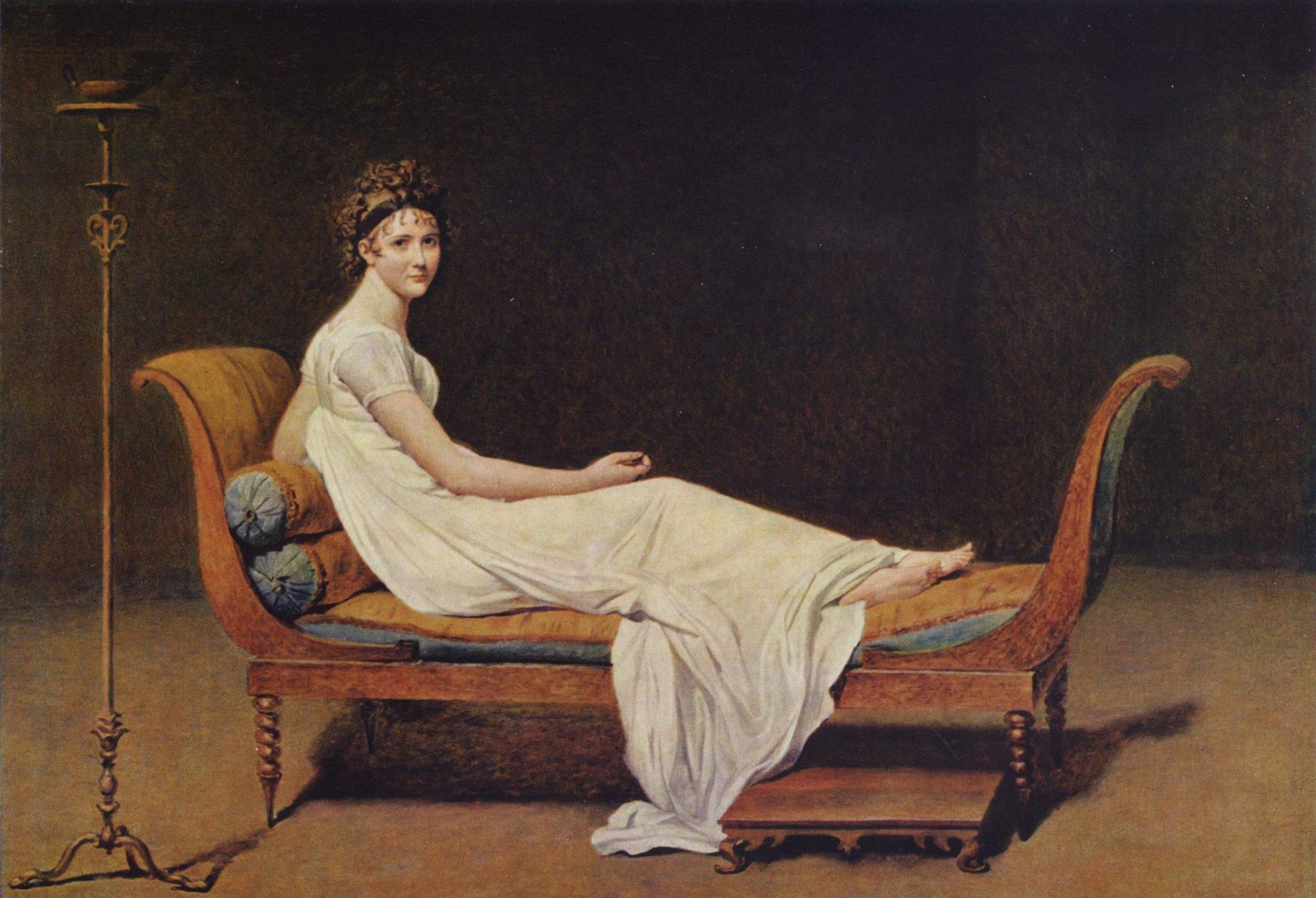
پرترهٔ Madame Récamier توسط ژاک لویی داوید (۱۸۰۰، لوور)

## نگارخانه

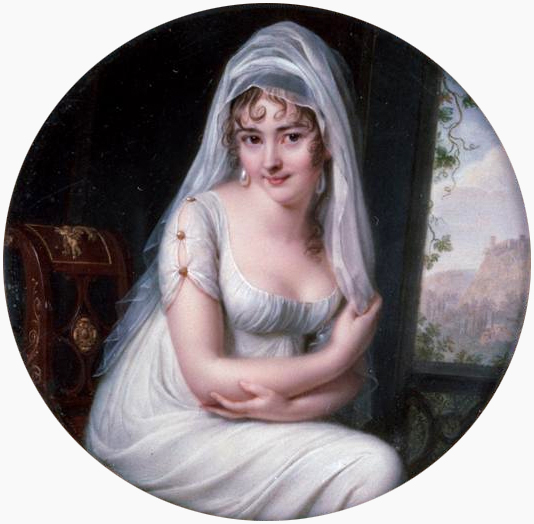
پرتره اثر ژان-باتیست ژک اوگوستن (۱۸۰۱)
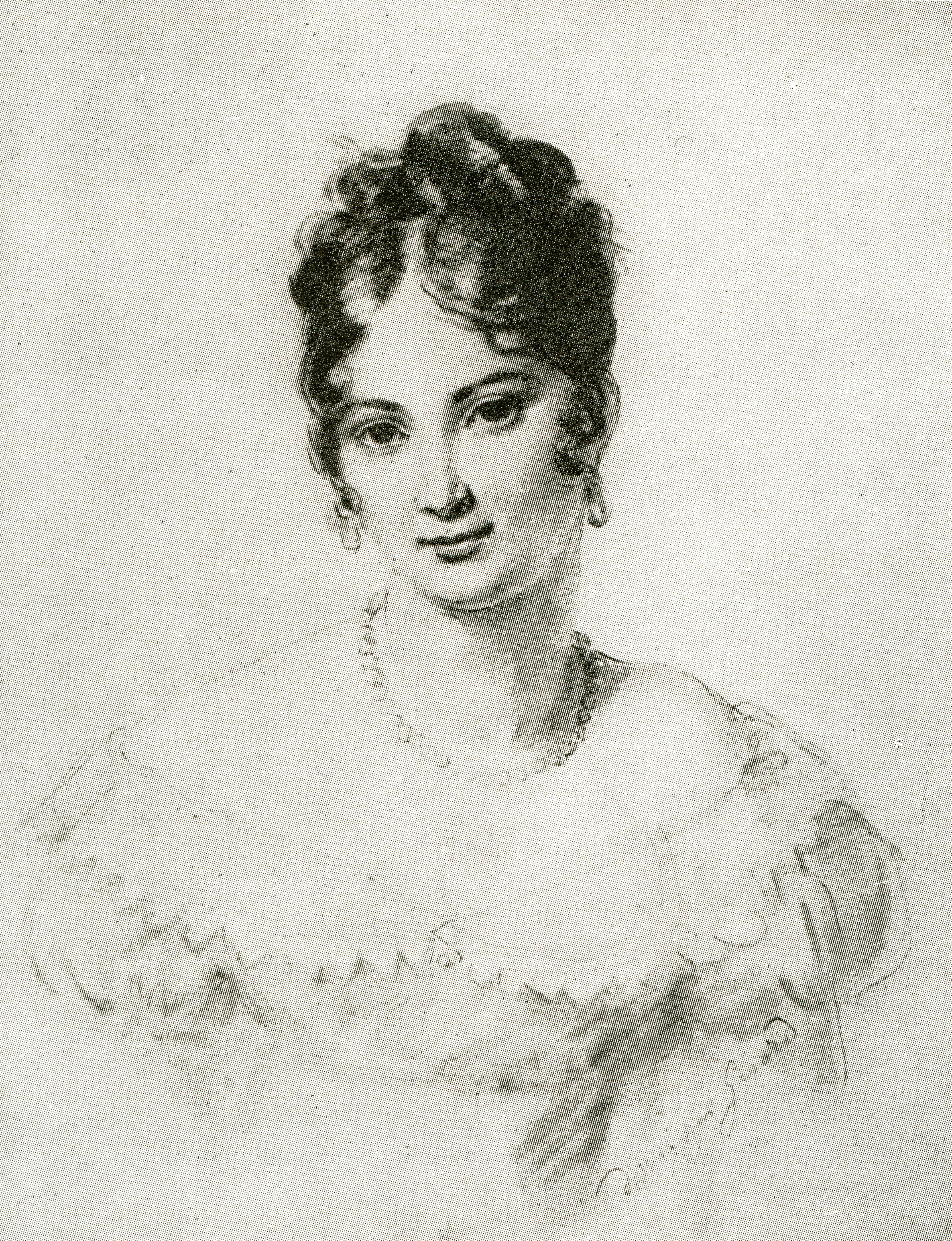
پرتره اثر فرانسوا ژرار (۱۸۰۵)
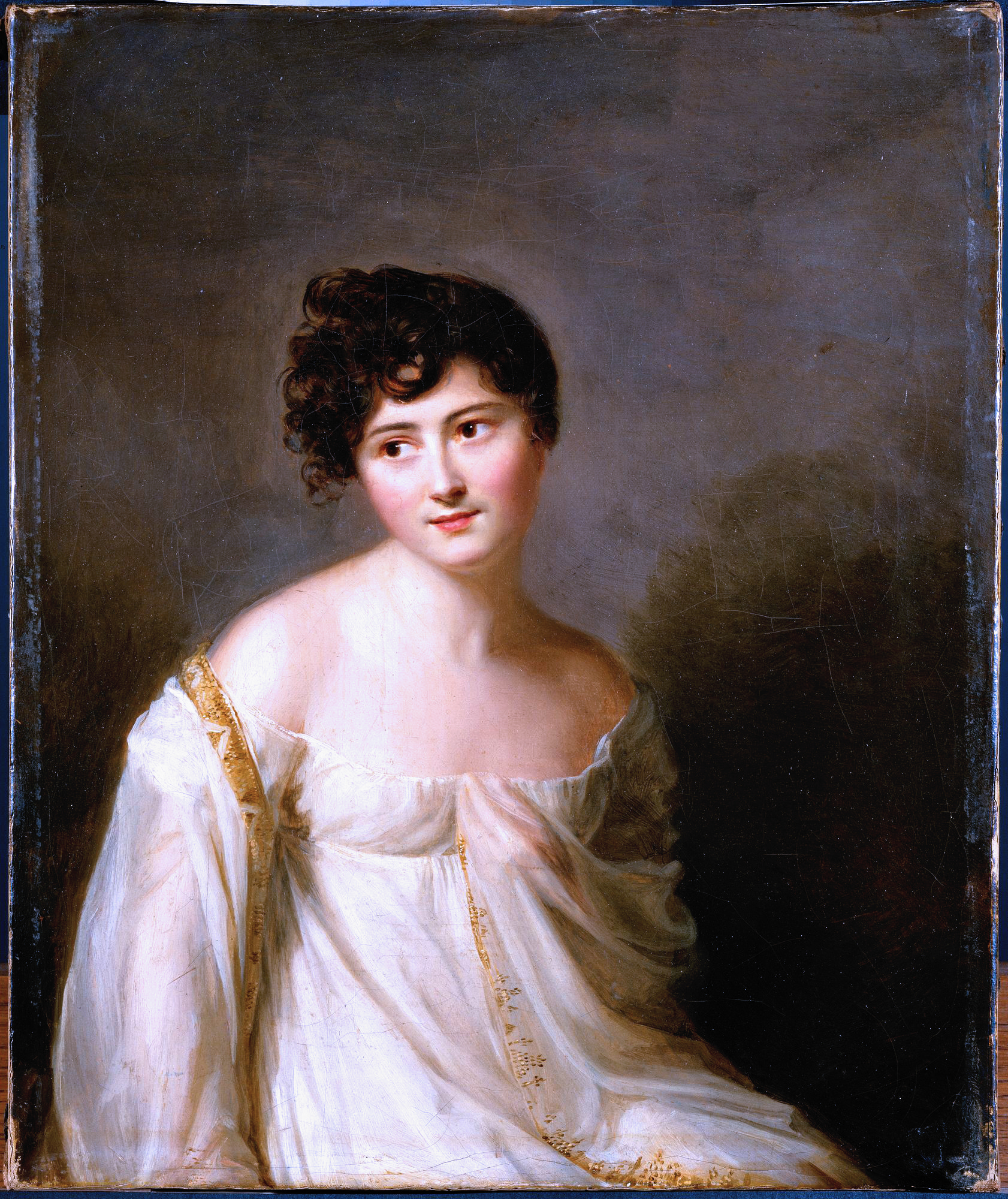
نقاشی روی بوم اثر Firmin Massot (1807)
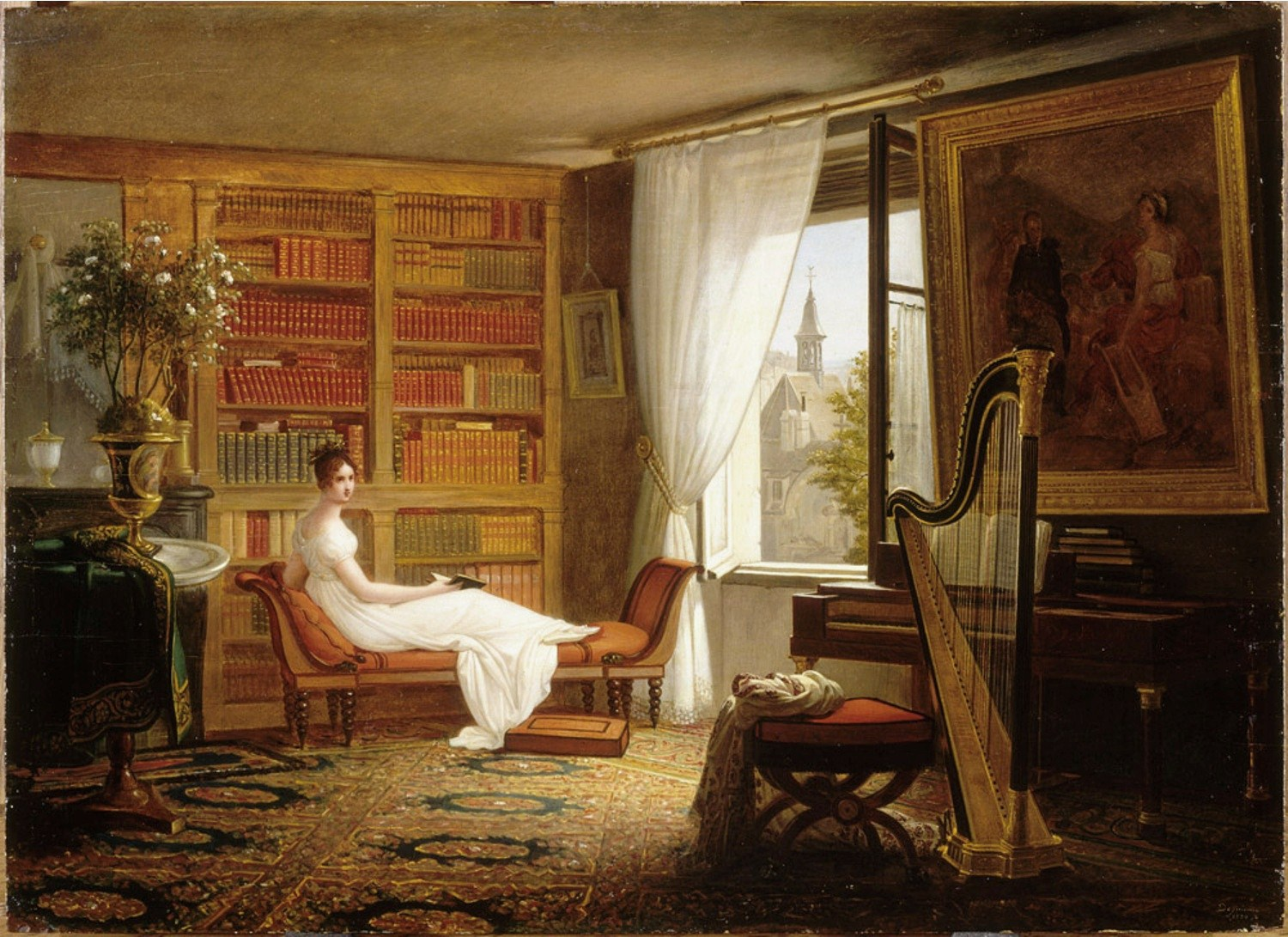
پرتره اثر François-Louis Dejuinne (1827)
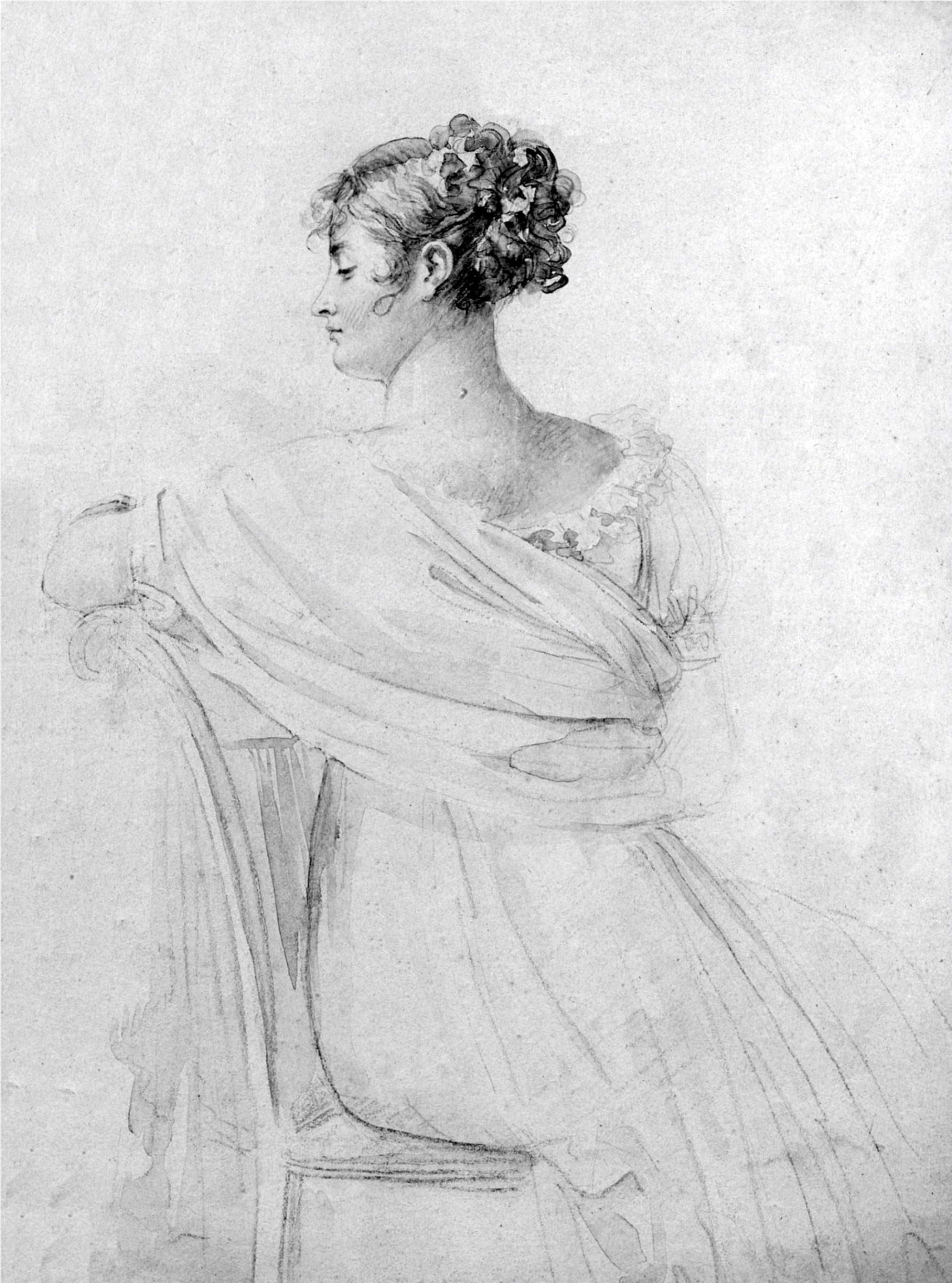
سیاه قلم اثر فرانسوا ژرار (۱۸۲۹)